# 朝鮮親善協会
朝鮮親善協会（ちょうせんしんぜんきょうかい、英語: Korean Friendship Association、スペイン語: Asociación Coreana de Amistad、朝鮮語: 조선친선협회、英略称: KFA）は、スペインを拠点とする北朝鮮との友好協会。2000年11月に設立され、34ヶ国に公式の代表者が存在すると主張している。

## 批判
2020年10月11日に公開されたドキュメンタリー作品『潜入10年 北朝鮮・武器ビジネスの闇』 (en:The Mole: Undercover in North Korea) により、KFAの北欧諸国代表を務めたデンマーク人 ウルリッヒ・ラーセン（Ulrich Larsen）が、北朝鮮政権の闇の経済の調査を目的として長年KFAに潜入していたことが明るみに出た。調査結果は武器や麻薬の製造・販売の実態や、KFA会長であるスペイン人アレハンドロ・カオ・デ・ベノス（朝鮮名: 朝鮮一／チョソンイル／조선일）がこうした活動を行なうためにどのようにKFAを利用しているかを明らかにしている。